# Тюлячи
Тюлячи́ (тат. Теләче) — село, административный центр Тюлячинского района Татарстана.

## География
Село расположено в лесостепной зоне и не защищено от ветров. Находится на северо-западе Татарстана в 78 км от Казани вблизи впадения реки Малая Мёша в реку Мёша.

## Население
| 2002 | 2010  | 2021  |
| ---- | ----- | ----- |
| 2943 | ↗3265 | ↗3928 |

Население занимается разведением скота и овощеводством, частично садоводством.

## Фотогалерея
- Дом по улице Ленина 2013 год